# Kyrylo Tsarenko
Kyrylo Tsarenko, né le 13 octobre 2000 à Kropyvnytskyï, est un coureur cycliste ukrainien. Il participe à des compétitions sur route et sur piste.

## Biographie
Jusqu'en 2021, Kyrylo Tsarenko court exclusivement pour des équipes ukrainiennes, ne participant que rarement à des compétitions internationales et sans résultats notables. En 2019, il devient sur piste champion d'Ukraine de poursuite par équipes. Sur route, il remporte les deux titres nationaux chez les espoirs (moins de 23 ans) en 2020 et conserve son titre sur le contre-la-montre en 2021. Toujours au cours de la saison 2021, il se rend en Italie et dispute ses premières courses pour l'équipe Gallina Ecotek Colosio, qui devient une équipe continentale en 2022. Il décroche la victoire au classement général du Tour de Bulgarie, son premier succès sur une course internationale.
En 2021 et 2022, il participe aux championnats d'Europe sur piste espoirs, remportant la médaille de bronze sur le scratch en 2022. En 2023, il rejoint l'équipe italienne Hopplà-Petroli Firenze-Don Camillo, avec laquelle il monte à plusieurs reprises sur le podium lors de courses du calendrier national italien.
Il passe professionnel en 2024 au sein de l'UCI ProTeam Corratec-Vini Fantini, après y avoir été stagiaire. Au mois de mars, il participe à Milan-San Remo, où il est membre de l'échappée du jour. Le 25 mai, il obtient sa première victoire en tant que cycliste professionnel en remportant en solitaire le Grand Prix Santa Rita. Le 4 août, lors de la Cupa Max Ausnit, une course d'un jour en Roumanie, il s'impose à l'issue d'un sprint dans un petit groupe. 
En avril 2025, il remporte une étape et le classement général du Tour de Hainan, ses premiers succès en UCI ProSeries. Le 2 juin, il gagne sur sa lancée le Trofeo Alcide Degasperi.

## Palmarès sur route

### Par année
- 2019
  - 3e du championnat d'Ukraine du contre-la-montre espoirs
- 2020
  -  Champion d'Ukraine sur route espoirs
  -  Champion d'Ukraine du contre-la-montre espoirs
- 2021
  -  Champion d'Ukraine du contre-la-montre espoirs
  - 2e de la Coppa Lanciotto Ballerini
- 2022
  - Gran Premio Comune di Castellucchio
  - Coppa San Sabino
  - Classement général du Tour de Bulgarie
  - Trofeo Comune di Ferrera Erbagnone
- 2023
  - Coppa Ardigò
  - Grand Prix de la ville de Montegranaro
  - Targa Crocifisso
  - 2e du Giro del Casentino
  - 2e du contre-la-montre de la Coppa del Mobilio
  - 3e de la course en ligne de la Coppa del Mobilio
- 2024
  - Grand Prix Santa Rita
  - Cupa Max Ausnit
- 2025
  - Tour de Hainan : 
    - Classement général
    - 3e étape

  - Trofeo Alcide Degasperi
  - 4e étape du Tour de Slovénie
  - 3e de The Road Race Tokyo Tama

### Classements mondiaux
| Année                                 | 2019  | 2020 | 2021  | 2022  | 2023  |
| ------------------------------------- | ----- | ---- | ----- | ----- | ----- |
| Classement mondial                    | 2095e | 491e | 1271e | 1109e | 2415e |
| UCI Europe Tour                       | 1369e | 402e | 913e  | 786e  | nc    |
|                                       |       |      |       |       |       |
| Légende : nc = non classéSource : UCI |       |      |       |       |       |

## Palmarès sur piste

### Championnats d'Europe
| Édition / Épreuve     | Scratch | Omnium |
| Anadia 2022 (espoirs) | Bronze  |        |
| Granges 2023          | 11e     | 21e    |

### Championnats d'Ukraine
- 2018
  - 3e de la poursuite par équipes
- 2019
  -  Champion d'Ukraine de poursuite par équipes (avec Vitaliy Hryniv, Oleksandr Kryvych, Roman Gladysh, Vladyslav Shcherban et Oleksandr Smetaniuk)